# Viola Farber
Viola Farber (25. února 1931 – 24. prosince 1998) byla americká choreografka a tanečnice.

## Život
Narodila se v Heidelbergu, ale již ve svých sedmi letech odjela s rodinou do Spojených států amerických. Tanci se věnovala již od dětství, později se rovněž věnovala hudbě (hrála na klavír). V roce 1953 stála u zrodu taneční společnosti Merce Cunninghama. V září 1963 byla jedinou ženou mezi klavíristy, kteří se vystřídali na prvním kompletním představení díla „Vexations“ francouzského skladatele Erika Satieho. Pořadatelem byl John Cage a dále zde vystupovali například například David Tudor, John Cale nebo Philip Corner. Zemřela v Bronxvillu ve věku 67 let.